# Schweich
Schweich (pronunciación en alemán: /ʃvaɪ̯ç/ⓘ) es una ciudad situado en el distrito de Tréveris-Saarburg, en el estado federado de Renania-Palatinado (Alemania). Su población estimada a finales de 2016 era de 7840 habitantes.
Se encuentra ubicado al oeste del estado, cerca de la ciudad de Tréveris, de la orilla del río Mosela —uno de los principales afluentes del Rin— y de la frontera con Luxemburgo y el estado de Sarre.

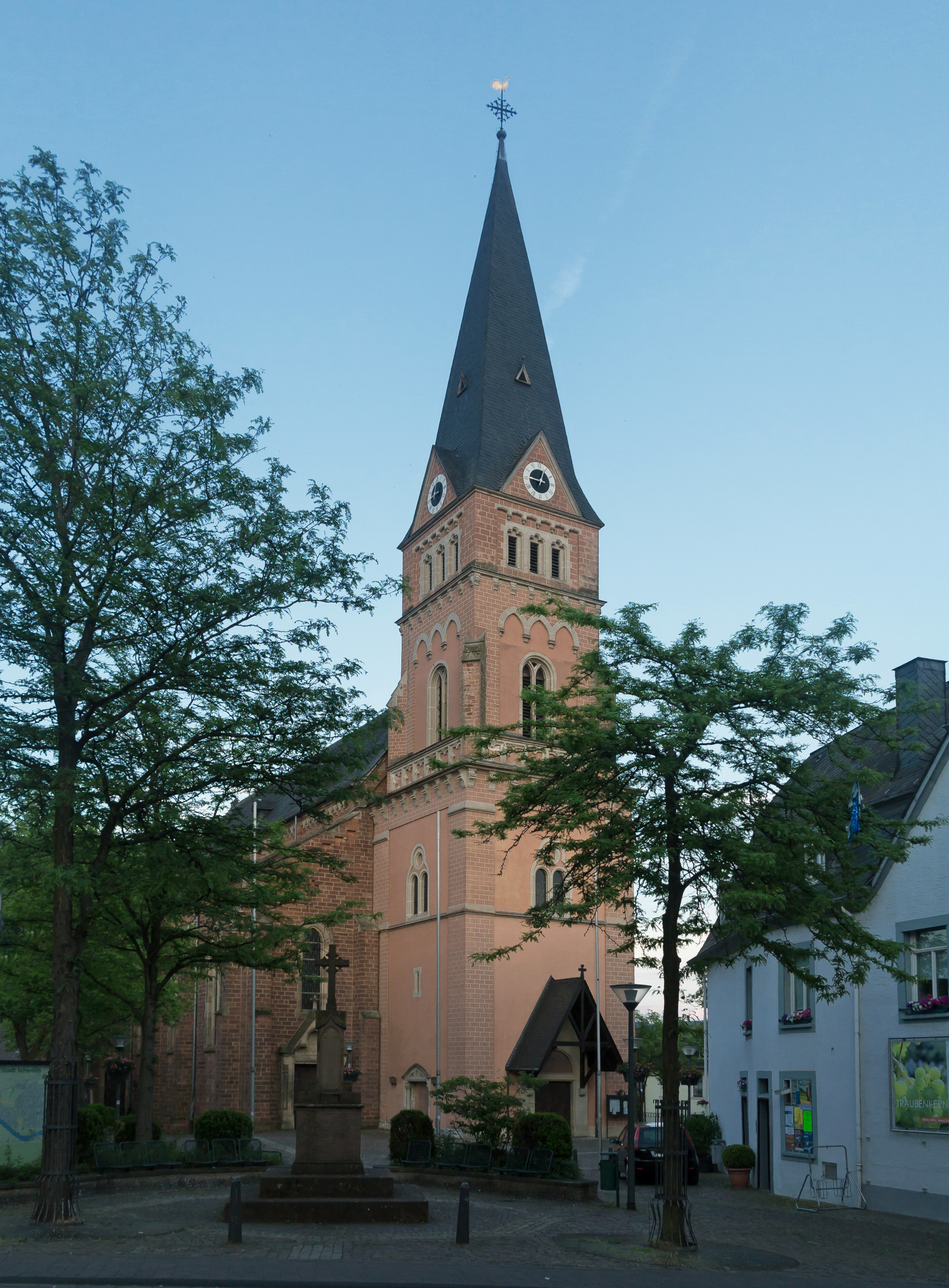
Schweich, la iglesia catolica: Pfarrkirche Sankt Martin

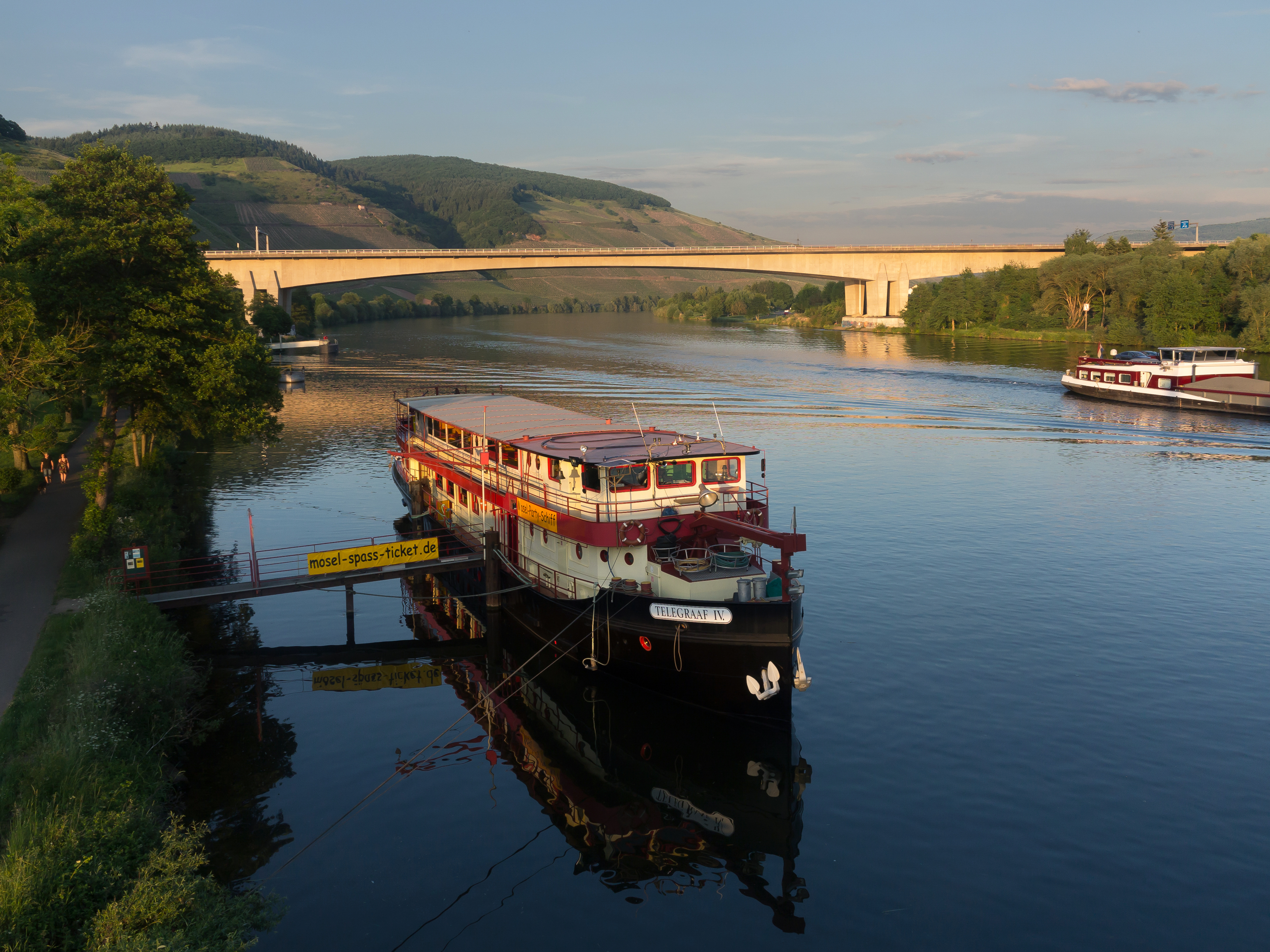
Schweich, el barco y el puente sobre el rio Mosela